# ザクセン＝コーブルク＝ザールフェルト

ザクセン＝コーブルク＝ザールフェルト公国
Herzogtum Sachsen-Coburg-Saalfeld

ザクセン＝コーブルク＝ザールフェルト（ドイツ語: Sachsen-Coburg-Saalfeld）は、エルネスティン系ヴェッティン家が統治した公国。1699年に建国、1825年にザクセン＝ゴータ公家が断絶して領土再編がおきるまで続いた。1825年の領土再編でゴータを得たが、ザールフェルトはザクセン＝マイニンゲンに割譲した。

## ザクセン＝ザールフェルト時代（1680年 - 1735年）

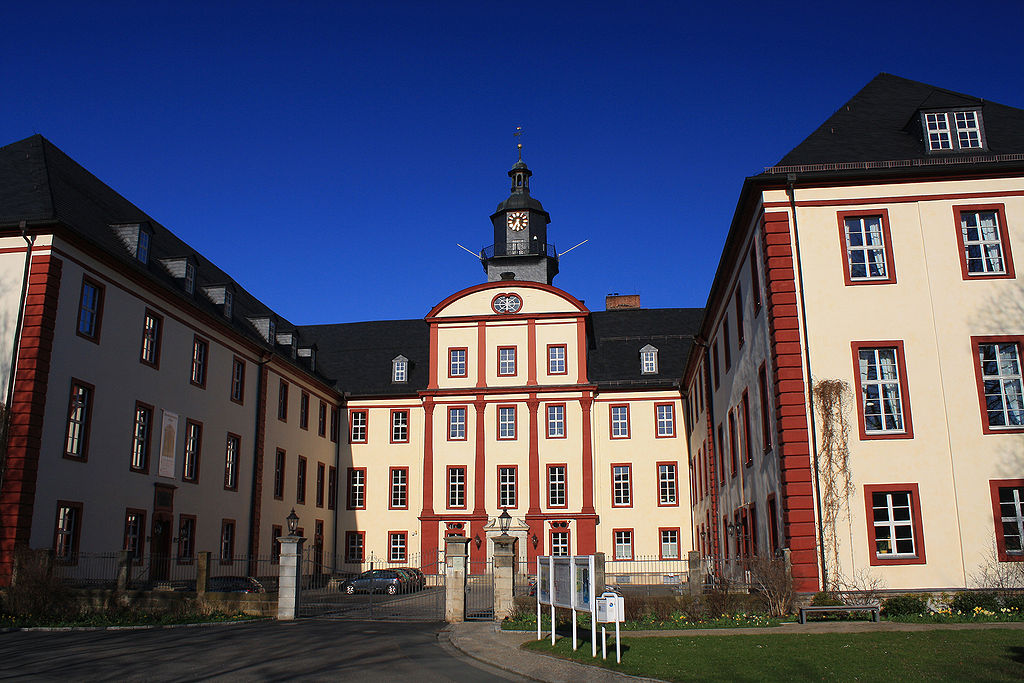
ザールフェルト城。1677年以降、ザクセン＝ザールフェルト公の居城になっている。

ザクセン＝ゴータ＝アルテンブルク公エルンスト1世が1675年3月26日にゴータで死去すると、公国は1680年2月24日にエルンスト1世の息子7人の間で分割された。そのうち、ザクセン＝ザールフェルトの領地は末子ヨハン・エルンスト4世が継承したが、公国は完全独立していなかった。おらず、公国の3行政区（ザールフェルト、グレーフェンタール、プロブスツェラ）の行政はいずれもゴータ当局に依存した。Nexus Gothanusと呼ばれたこの状況はゴータがヨハン・エルンスト4世の長兄フリードリヒ1世の居城であったことが理由である。ザクセン＝ザールフェルト公の居城は1680年から1735年までザールフェルトだった。
1699年にザクセン＝コーブルク公アルブレヒト5世が後継者のないまま死去すると、ザクセン＝マイニンゲン公ベルンハルト1世などとの間の継承争いがおこり、1735年まで決着しなかった。ザクセン＝コーブルク公領の多くがザクセン＝ザールフェルト公の与えられ、ザクセン＝コーブルク＝ザールフェルト公国が成立した。ただし、ゾンネベルクとノイハウス・アム・レンヴェーク地区はザクセン＝マイニンゲンに与えられ、ゾンネフェルト地区はザクセン＝ヒルトブルクハウゼンに与えられた。レムヒルト地区の3分の1とテマール地区の12分の5はザクセン＝コーブルク領に残った。

## ザクセン＝コーブルク＝ザールフェルト時代（1735年 - 1826年）
ヨハン・エルンスト4世が1729年に死去すると、息子のクリスティアン・エルンスト2世とフランツ・ヨシアスはそれぞれの居城から、2地区で構成された公国を共同で統治した。クリスティアン・エルンスト2世はザールフェルトに留まり、フランツ・ヨシアスはコーブルクを居城とした。1745年にクリスティアン・エルンスト2世が子供のいないまま死去すると、遺領はフランツ・ヨシアスが継承した。1747年、彼は自分が子沢山であること（成年した男子は4人）から、ザクセン＝コーブルク＝ザールフェルト家が続くには継承法を変えるしかないと考え、継承法を長子相続と定めた。末男のフリードリヒ・ヨシアスは神聖ローマ帝国の軍人として墺土戦争や第一次対仏大同盟戦争で勝利を挙げて自身と公国を有名にした。一方、兄で摂政のエルンスト・フリードリヒは公国の破滅的な財政状況で知られ、1773年から1802年まで債務の強制管理のために帝国の債務委員会（Debitkommission）の管理下に置かれ、後継者に残す財産まで影響された。

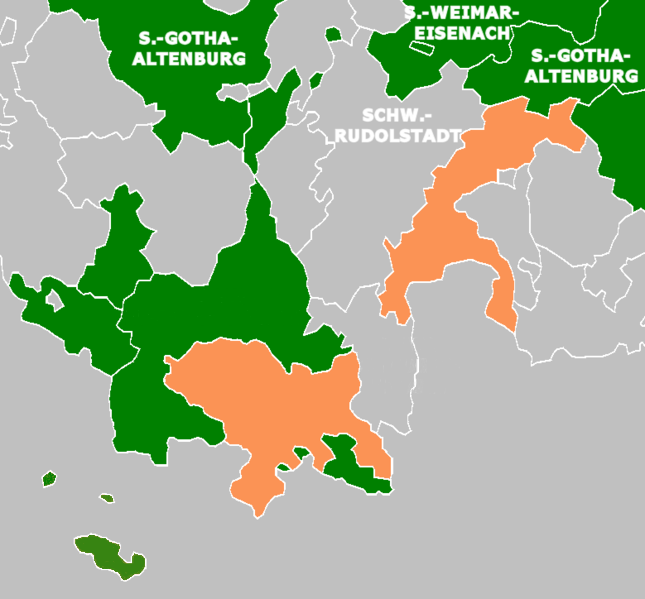
ザクセン＝コーブルク＝ザールフェルト公国の領土、1820年。

1800年から1806年までのザクセン＝コーブルク＝ザールフェルト公フランツ・フリードリヒ・アントンは1805年に首相テオドール・コンラート・フォン・クレッチマンなどに迫られて、不況な公国の行政制度を改革した。公国の行政制度はコーブルクとザールフェルトとで分かれていたが、これを一元化したのであった。翌1806年には神聖ローマ帝国が消滅して公国が完全独立した。
ザクセン＝コーブルク家の存続と繁栄を保証したのは、フランツ・フリードリヒ・アントン公の子供たちだった。フリードリヒ・ヨシアスの名声により、フランツ・フリードリヒ・アントンの三女ユリアーネはロシア帝国のコンスタンチン・パヴロヴィチ大公と結婚、四女ヴィクトリアは1818年にケント＝ストラサーン公エドワード・オーガスタスと結婚、ヴィクトリア女王の母になった。また、次男のフェルディナントはハンガリーの裕福な貴族の家系に生まれたマリア・アントーニエ・フォン・コハーリと結婚、カトリックのザクセン＝コーブルク＝コハーリ家を創設したほか、末男のレオポルトは1831年にベルギー王に選出された。フェルディナントの同名の長男は1837年にポルトガル王フェルナンド2世として即位、次男のアウグストは1887年にブルガリア王国の王太子になり、1908年にツァーリに即位した。そして、フランツ・フリードリヒ・アントンの長男エルンストは1806年にエルンスト3世としてザクセン＝コーブルク＝ザールフェルト公位を継承したが、エルンスト3世の次男アルブレヒトは1840年にいとこのヴィクトリア女王と結婚、グレートブリテン及びアイルランド連合王国の王配になった。
1806年12月15日、ザクセン＝コーブルク＝ザールフェルトはほかのエルネスティン系諸公国とともにライン同盟に加盟したが、公国は1806年11月からティルジットの和約が締結される1807年7月までフランスの占領下におかれた。当時東プロイセンのケーニヒスベルクに逃亡していたエルンスト3世は和約が締結された後にようやく帰国できた。1811年にはバイエルン王国との国境条約を締結して紛争領土の交換を行い、フュルト・アム・ベルク、ホフ・アン・デア・シュタイナッハ、ニーダーフュルバッハ、トリープスドルフを獲得する代償としてグロイセン、シュライフェンハン工房（Schleifenhan、ブフ・アム・フォルスト、ヘルレートをバイエルン領と承認した。1813年に対仏大同盟に味方してナポレオン・ボナパルトと戦ったことで、1815年のウィーン会議でライン川左岸、後のリヒテンベルク侯国を獲得、ドイツ連邦に加盟した。1821年8月8日、憲法が制定された。
1825年にザクセン＝ゴータ＝アルテンブルク家が断絶したことで継承争いが再燃したが、翌1826年11月12日にザクセン王フリードリヒ・アウグスト1世の調停で領土再編がなされた。ザクセン＝コーブルク＝ザールフェルトはザクセン＝マイニンゲンからテマール地区を獲得したが、その代償としてクラニチフェルトとレムヒルト地区をザクセン＝マイニンゲンに割譲した。またザクセン＝ヒルトブルクハウゼンにアルテンブルクの領地（アルテンブルク、ロンネブルク、アイゼンベルク、ロダ、カーラの各地区）を割譲した代償としてケーニヒスベルク地区とゾンネフェルト地区を獲得した。結果的にはザクセン＝ヒルトブルクハウゼンがザクセン＝アルテンブルクに、ザクセン＝コーブルク＝ザールフェルトがザクセン＝コーブルク＝ゴータに再編された。
新しく成立したザクセン＝コーブルク＝ゴータ公国はザクセン＝コーブルク公国とザクセン＝ゴータ公国の同君連合という形で成立、最後のザクセン＝コーブルク＝ザールフェルト公エルンスト3世はザクセン＝コーブルク＝ゴータ公エルンスト1世として即位した。

## ザクセン＝コーブルク＝ザールフェルト公の一覧
- 1680年 - 1729年：ヨハン・エルンスト、ザクセン＝ゴータ＝アルテンブルク公エルンスト1世の息子
- 1729年 - 1745年：クリスティアン・エルンスト2世、先代の息子、弟フランツ・ヨシアスと共同統治
- 1745年 - 1764年：フランツ・ヨシアス、ヨハン・エルンストの息子、1729年から1745年まで兄クリスティアン・エルンスト2世と共同統治
- 1764年 - 1800年：エルンスト・フリードリヒ、先代の息子
- 1800年 - 1806年：フランツ・フリードリヒ・アントン、先代の息子
- 1806年 - 1826年：エルンスト3世、先代の息子。1826年、ザクセン＝コーブルク＝ゴータ公エルンスト1世になる。1844年死去

## ザクセン＝コーブルク＝ザールフェルト首相の一覧
- 1801年 - 1808年：テオドール・コンラート・フォン・クレッチマン（ドイツ語版）
- 1808年 - 1822年：ヨハン・エルンスト・グルーナー（Johann Ernst Gruner）
- 1823年 - 1824年：ルートヴィヒ・ホフマン（ドイツ語版）
- 1824年 - 1840年1月21日：クリストフ・アントン・フリードリヒ・フォン・カルロヴィッツ（ドイツ語版）